# Paradidyma neglecta
Paradidyma neglecta là một loài ruồi trong họ Tachinidae.